# IC 2299
IC 2299 је двојна звијезда у сазвјежђу Рак која се налази на листи објеката дубоког неба у Индекс каталогу.
Деклинација објекта је + 19° 20' 17" а ректасцензија 8h 20m 9,7s.